# Yúcahu
Yucahú Bagua Maórocoti —también escrito Yukajú, Yocajú, Yokahu–, es el nombre de una de las deidades principales del corpus mágico religioso antillano. Fray Ramón Pané en su texto Las antigüedades de los indios dice lo siguiente sobre esta jerárquica deidad aborigen:
"Creen que está en el cielo y es inmortal, y que nadie puede verlo, y que tiene madre, mas no tiene principio masculino y a este llaman Yacahú Bagua Maórocoti".
Los filólogos aportan gran información sobre el nombre de este cemí: Yuca- hú (sufijo que significa "de") Bagua (mar) Ma (prefijo privativo que significa sin)- orocoti (abuelo).
Si analizamos entonces el nombre podríamos concluir que esta deidad sería "señor de la yuca y el mar que no tiene principio masculino".
Yucahú Bagua Maórocoti es hijo de Atabey Yermao Guacar Apito y Zuimaco, "que son cinco nombres" dice Pané. Esta deidad, la más jerárquica de todas, parece apuntar hacia la "señora de las aguas, de la Luna, las mareas y la maternidad". Madre universal.
En la sociedad aborigen la cantidad de nombres es sinónimo de jerarquía. Es por eso que el fraile catalán afirma cuando se refiere a Atabey "que son cinco nombres". Es decir, si Yucahú Bagua Maórocoti no tiene principio masculino, entonces podemos concluir que Atabey Yermao Guacar Apito y Zuimaco (su madre) es el principio de todo.
La mitología antillana no era dual. Por lo tanto no es posible afirmar que ninguno de los cemíes era "bueno" o era "malo". Las contradicciones y la lucha eterna entre el bien y el mal que sí aparece en la tradición judeocristiana, no la tenemos en el mundo mágico religioso antillano. Yucahú Bagua Maórocoti, por lo tanto, era una deidad asociada a la agriculura y a la pesca (ambas actividades económicas de importancia para el pueblo aborigen), pero no necesariamente favorecerá siempre el desarrollo de esas actividades. Los años de malas cosechas o escasa pesca también son adjudicados a este poderoso cemí. Yucahú Bagua Maórocoti, como todos los cemíes antillanos, encerrará en sí mismo el bien y el mal.
Fray Ramón Pané afirma en su texto que los cemíes relacionados con Yucahú Bagua Maórocoti (los investigadores creen que pueden ser los de tres puntas conocidos como triglonitos) estaban en manos de los personajes políticos más importantes (los caciques). Pero la afirmación de que vivía en el Yunque en Puerto Rico es completamente errada toda vez que el único texto que existe sobre mitología aborigen es el escrito por Fray Ramón Pané y él nunca visitó Puerto Rico. Sus estudios etnográficos los hizo en la actual República Dominicana.